# Pratt & Whitney Canada PW600F

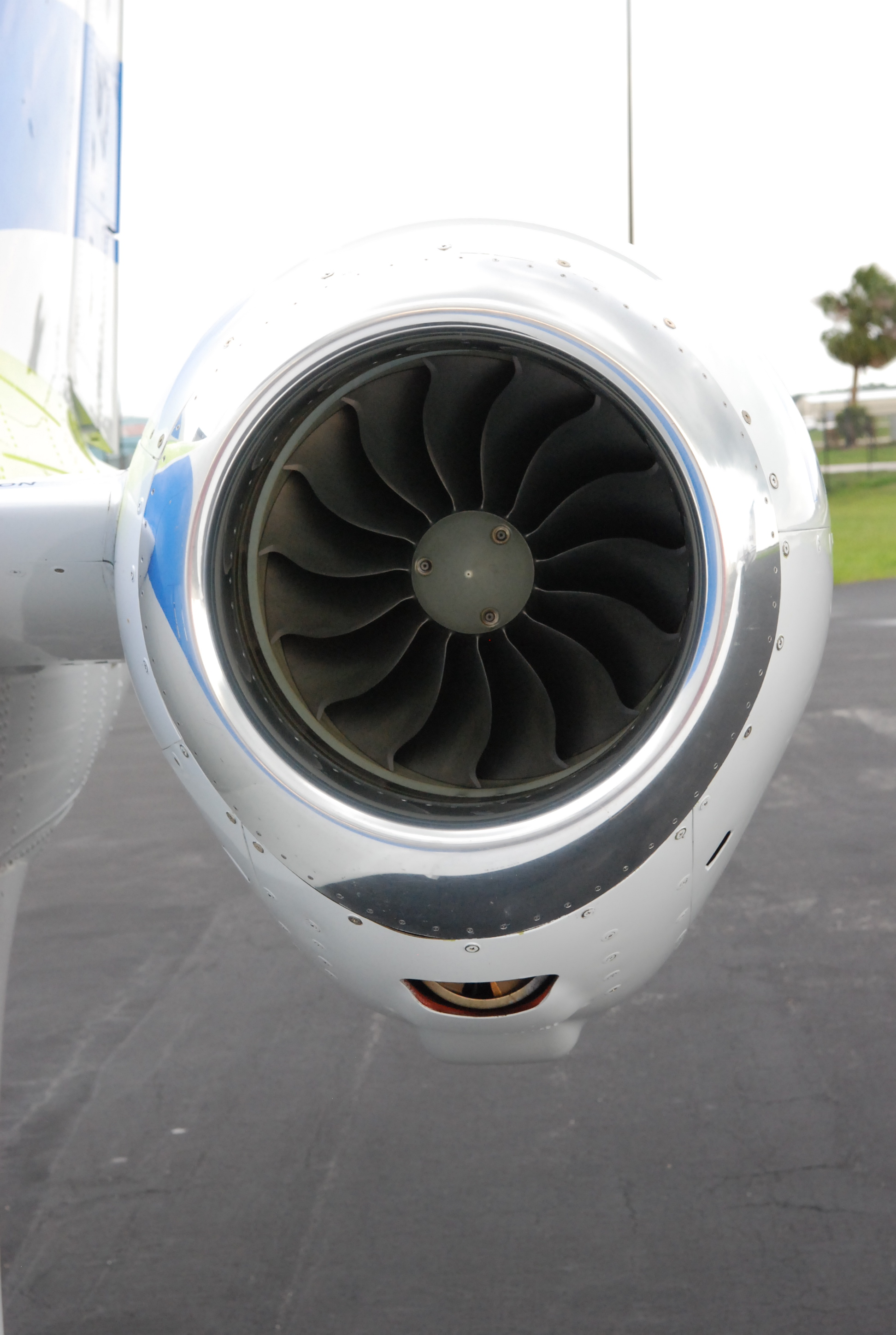
PW610F an einer Eclipse 500

Das Pratt & Whitney Canada PW600 ist eine Familie von Zweiwellen-Turbofan-Triebwerken im Startschubbereich von 4 bis 13,3 kN, die speziell für Minijets entwickelt wurden. Besonderes Augenmerk wurde dabei auf die Ausbaufähigkeit der Reihe gelegt.
Der Erstlauf des Demonstrationstriebwerkes PW625F mit 11,1 kN erfolgte am 31. Oktober 2001.
Die Arbeit an der kleinen 4-kN-Variante PW610F für die Eclipse 500 begann 2002. Das Triebwerk wurde durch die kanadischen Behörden am 27. Juli 2006 zugelassen. Mit einem Fan-Durchmesser von 36,58 Zentimetern ist das PW610F eines der kleinsten Turbofantriebwerke, die produziert werden. Angetrieben wird der einstufige Fan mit großer Blatttiefe durch eine einstufige Niederdruckturbine. Der patentierte Hochdruckverdichter besteht aus einer diagonal durchströmten ersten Stufe und einem radial durchströmten Läufer als zweite Stufe, die durch eine einstufige Hochdruckturbine angetrieben werden. Eine Umkehrbrennkammer, ein Zwangsmischer für den Abgasstrahl mit dem Mantelstrom und ein Zweikanal-FADEC von Hispano-Suiza Canada vervollständigen den Entwurf.
Das größere PW615F mit 6 kN Schub hat einen Fan-Durchmesser von 40,64 Zentimetern und wird in der Cessna Citation Mustang eingesetzt. Die Zulassung erfolgte im Dezember 2005. Mit den ersten Auslieferungen wurde im März 2006 begonnen.
Das bis jetzt stärkste Triebwerk der Reihe, das PW617F mit 7,19 kN und einem Fan-Durchmesser von 44,7 Zentimetern, treibt die Embraer Phenom 100 an. Das Triebwerk hatte am 29. Juni 2006 seinen Erstlauf und wurde im 4. Quartal 2007 zugelassen.

## Technische Daten
| Typ    | Schub (kN) | Nebenstrom- verhältnis beim Start | Gesamtdruck- verhältnis | Fan-Durch- messer (m) | Länge (m)        | Trocken- masse (kg) | Zulassung | eingesetzt bei          |
| ------ | ---------- | --------------------------------- | ----------------------- | --------------------- | ---------------- | ------------------- | --------- | ----------------------- |
| PW610F | 4          | ~2,8:1                            | ?                       | 0,366                 | 0,691 oder 1,059 | 115                 | 2006      | Eclipse 500             |
| PW615F | 6          | ?                                 | ?                       | 0,406                 | 1,252            | 136                 | 2005      | Cessna Citation Mustang |
| PW617F | 7,19       | ?                                 | ?                       | 0,447                 | 1,321            | ?                   | –         | Embraer Phenom 100      |
| PW625F | 11,1       | ?                                 | ?                       | ~0,554                | ?                | ?                   | –         | (Demonstrator)          |